# アストロノウツ
アストロノウツ、ないし、アストロノーツ (The Astronauts) は、1963年に「サーフィンNo.1 (Baja)」をマイナー・ヒットさせ、その後も数年間、特に日本で人気を得ていたアメリカ合衆国のサーフ・バンドである。
彼らは「トラッシュメンと並んで、内陸部である中西部を代表する1960年代のサーフ・グループ」と評されている。活動期間のほとんどにおいて、メンバーは、リッチ・ファイフィールド、ジョン・"ストーム"・パターソン、ボブ・デーモン、デニス・リンゼイ、ジム・ギャラガーであった。
日本語の表記は、日本盤のレコード類では「アストロノウツ」であるが、英語の「astronaut」の最後の音節の発音は長母音の「アストロノート」であり、二重母音ではないため、後年の評論などで言及される場合は「アストロノーツ」とされることもある。また、定冠詞「the」を付けて「ジ・アストロノウツ」、「ジ・アストロノーツ」と表記する例もある。

## 経歴
アウトロノウツは、もともと1956年にコロラド州ボルダーのボルダー高等学校で、ジョン・"ストーム"・パターソン（Jon "Storm" Patterson：ボーカル、ギター）、ロバート・グレイアム・"ボブ"・デモン（Robert Graham "Bob" Demmon、1939年2月11日 - 2010年12月18日：ギター）、ブラッド・リーチ（Brad Leach：ドラムス）によって結成されたストームトゥルーパーズ (The Stormtroopers) というグループから発展して成立したバンドである。1961年、彼らはリチャード・オーティス・"リッチ"・ファイフィールド（Richard Otis "Rich" Fifield：ボーカル、ギター）とディック・セラーズ（Dick Sellars：ギター）を加え、ファシズムを連想させるバンド名（Stormtrooper は「突撃歩兵」を意味する）に代えて、地元出身の英雄である宇宙飛行士（Astronaut）スコット・カーペンターへの敬意を込めたバンド名にした。パターソンはベースに転じ、ドラムスのリーチはジム・ギャラガー (Jim Gallagher) に交代して、アメリカ海軍に入隊するためバンドを辞めたセラーズに代わって、デニス・リンゼイが加わった。デモン、パターソン、ファイフィールド、リンゼイ、ギャラガーのラインナップで、地元で大きな反響を得、シカゴや、テキサス州ダラスにもツアーし、1962年には小さなレーベルであるパラディウム (Palladium) から、最初のシングル「Come Along Baby」をリリースした。その後、RCAレコードのある幹部が、地元のナイトクラブ「the Tulagi」で演奏していた彼らを見て気に入り、契約に至った。
RCAからの最初のシングル「サーフィンNo.1 (Baja)」は、リー・ヘイズルウッドが友人のアル・ケイシー（ロックンロールのギタリスト、同名のジャズ・ギタリストとは別人）のために作曲した楽曲であった。1963年はじめにリリースされたアストロノウツ盤は、「典型的なサーフ・インストゥルメンタルで、リバーブの効いた、重く唸るようなギターと、駆り立てるようなドラムビート」が特徴とされ、『ビルボード』誌の Billboard Hot 100 に1週だけであったが94位にチャート入りしたが、これがキャリアの頂点であった。しかし、その後も一連のシングルをRCAから出し続けたが、これはRCAが、当時流行していたサーフ・ミュージックに乗って、このバンドをザ・ビーチ・ボーイズのように成功させようとしたためであった。音楽評論家リッチー・アンターバーガーは、「このグループは、フェンダーのリバーブレーターを多用し、リズムギターを2本揃えたインストゥルメンタル曲で最も輝いていたが、歌が入る場合は、さほどうまくはいかなかった」と述べている。パターソンとファイフィールドがリードボーカルをとり、ロジャー・クリスチャン、ゲイリー・アッシャー、ディック・デイル、ヘンリー・マンシーニなどの作品を吹き込んだ。リードギターのファイフィールドは、レコーディングの際にはフェンダー・ジャズマスターを使用し、レオ・フェンダーが個人的にバンドに貸与していたフェンダー・リバーブ・ユニットの初期のプロトタイプを装着していた。1965年の曲「明日の太陽 (Tomorrow's Gonna Be Another Day)」は、1966年にモンキーズがアルバム『恋の終列車 (The Monkees)』でカバーした。 
一連のシングルやEP盤と並行して、アストロノウツは、LP盤も1963年5月からの9か月の間に、『Surfin' with The Astronauts』（アルバム・チャートである Billboard 200 で最高61位）、『Everything Is A-OK!』（コロラド州デンバーの the Club Baja におけるライヴ・アルバム）、『Competition Coupe』、『The Astronauts Orbit Campus』（ボルダーにおけるライヴ・アルバム）の4枚をリリースした。
アストロノウツは、テレビ番組『Hullabaloo』に何回か出演し、また、『Surf Party』、『Wild on the Beach』、『Wild Wild Winter』、『Out of Sight』といった、いわゆる「ビーチ・パーティ映画」に他のどんなサーフ・バンドよりも数多く出演した。1964年の映画『Surf Party』におけるバンドの演奏について、『Pop Surf Culture』という本は、「アルトロノウツは、分厚いリバーブの利いたインストゥルメンタル曲「Firewater」と、サーフ系のインストゥルメンタル曲としては最高の録音のひとつといえるテーマ曲「Surf Party」を演奏している」と述べている。（#おもな映画を参照）
1964年、RCAは、アストロノウツが日本でファンを増やしていることに気づいた。アストロノウツはベンチャーズとともに人気を博し、ビーチ・ボーイズよりもレコードが売れていたことを示したのである。
アルバム5枚と、シングル3枚が、日本ではチャートのトップ10入りを果たし、「Movin'」には「太陽の彼方に」という日本語題が付けられ、チャートの首位に立った。
翌1965年、初来日を果たし、各地でコンサートを行った。しかし、日本滞在時にサインを求めてきたファンへいたずらを仕掛ける等、素行不良ぶりが祟り、殆どのアストロノウツファンはベンチャーズの支持へ移行した。
アストロノウツは、通算して9枚のアルバムを制作した。1967年に最後のアルバム『Travelin' Men』が出る前に、ギャラガーとリンゼイはベトナム戦争に徴兵され、代わってマーク・ブレッツ (Mark Bretz) とロッド・ジェンキンス (Rod Jenkins) がバンドに入った。デモンも脱退し、ロバート・カール・マクレラン (Robert Carl McLerran) が代わって加わったが、やがてファイフィールドとパターソンは、1968年のアジア・ツアーを最後にこのバンド名での活動を止めることを決めた。
日本では長年、大瀧詠一の「リー・ヘイゼルウッドがプロデュースした」という誤った思い込み発言で、それを信じた山下達郎や、音楽評論家の萩原健太らが同様の発言をしているが、アストロノウツのレコードは全て名プロデューサーのアル・シュミットがプロデュースしている。

## 後身のバンド
アストロノウツとしての活動を止めた後、同じメンバー、つまりファイフィールド、パターソン、マクレラン、ブレッツ、ジェンキンスの5人は、サンシャインウォード (SunshineWard) という名義でバンド活動を続け、1967年に「Sally Go Around The Roses」というシングルを出した。その後、パターソンが脱退して、音楽業界からも引退し、ファイフィールドとマクレランは、ロニー・ムリリョ (Tony Murillo) とピーター・M・ワイアント (Peter M. Wyant) とともに、新たなグループ、ハードウォーター (Hardwater) を結成した。このバンドは1968年に、シングル2枚と、アルバム『Hardwater』をデイヴィッド・アクセルロッドのプロデュースによりキャピトル・レコードからリリースした。ファイフィールフドは、プロデューサーのアクセルロッドや、レコーディング・エンジニアのデイヴィッド・ハッシンジャーの助手役にも回ったが、ハッシンジャーは「エレクトリック・プルーンズ」というバンドの名義を所有しており、このグループのアルバム『Mass in F Minor』のために新たなメンバーを探していた。ファイフィールドは、同じコロラド出身のミュージシャン仲間であったリチャード・ウェットストーン (Richard Whetstone)、ジョン・ヘロン (John Herron)、マーク・キンケイド (Mark Kincaid) に声をかけ、彼らはエレクトリック・プルーンズの活動の最後の時期におけるラインナップのひとつを形成した。

## 再結成
アストロノウツは、地元のコロラド州ボルダー で一時的に再結成して演奏することがあり、1974年、1988年、1989年に再結成が行なわれた。

## 後年
アストロノウツが録音した音源を集めたCD4枚のボックスセット『The Complete Astronauts Collection』が、1997年にコレクティブルズ・レコードからリリースされた。
デニス・リンゼイは1991年に死去した。マーク・ブレッツは、1999年8月15日に、54歳で死去した。ボブ・デモンは、カリフォルニア州コロナドで教師となった。デモンは、2010年12月18日に、71歳で死去した。

## ディスコグラフィ

### シングル（アメリカ合衆国）
アストロノウツ
- "Come Along Baby" / "Tryin' To Get To You" (Palladium, 1962)
- "Baja" / "Kuk" (RCA Victor, 1963)
- "Hot-Doggin'" / "Every One But Me"  (RCA Victor, 1963)
- "Competition Coupe" / "Surf Party"  (RCA Victor, 1963)
- "Swim, Little Mermaid" / "Go Fight For Her"  (RCA Victor, 1964)
- "Main Title From 'Ride The Wild Surf'" / "Around And Around"  (RCA Victor, 1964)
- "I'm A Fool" / "Can't You See I Do?"  (RCA Victor, 1964)
- "Almost Grown" / "My Sin Is Pride"  (RCA Victor, 1965)
- "Tomorrow's Gonna Be Another Day" / "Razzamatazz"  (RCA Victor, 1965)
- "It Doesn't Matter Anymore" / "The La La Song"  (RCA Victor, 1965)
- "Main Street" / "(In My Car" (RCA Victor, 1966)
- "I Know You, Rider" / "Better Things" (RCA Victor, 1967)

サンシャインウォード
- "Sally Go Around The Roses" / "Pay The Price" (RCA Victor, 1968)

ハードウォーター
- "City Sidewalks" / "Not So Hard" (Capitol, 1968)
- "Plate Of My Fare" / "Good Old Friends" (Capitol, 1969)[9]

### EP盤（アメリカ合衆国）
- The Astronauts (Wurlitzer Disco EP Vol I  WLP-9-100) 33 Stereo Jukebox EP
- The Astronauts (Wurlitzer Disco EP Vol II  WLP-10-100) 33 Stereo Jukebox EP

### アルバム（アメリカ合衆国）
アストロノウツ
- Surfin' With The Astronauts (1963)

Mono LPM-2760/Stereo LSP-2760
Producer - Al Schmitt, Recording Engineer - Dave Hassinger
Side 1
1. "Baja" (BMI 2:24)
2. "Surfin'" USA (BMI2:10)
3. "Misirlou" (BMI 2:08)
4. "Surfer's Stomp" (ASCAP 2:34)
5. "Suzie-Q" (BMI 2:02)
6. "Pipeline" (BMI 2:01)

Side 2
1. "Kuk" (ASCAP 2:09)
2. "Banzi Pipeline" (ASCAP 2:00)
3. "Movin'" (BMI 1:56)
4. "Baby Let's Play HOuse" (BMI 2:26)
5. "Let's Go Tripin'" (ASCAP 1:58)
6. "Batman" (BMI 1:50)

Rating:  In May 1963 album reached # 61 on the Billboard 200 album chart
- Everything Is A-OK! (1963)

"Wine, Wine, Wine"
- Competition Coupe (1963)
- Astronauts Orbit Kampus (1964)

"Linda Lou"
- The Astronauts Orbit Campus - Live (1964) recorded live at The Tulagi in Boulder, CO, February 27 - March 1, 1964) - both USA and UK release.[9]
- Rockin' With The Astronauts (1965) – limited edition promo LP available with Lipton's Iced Tea
- Go...Go...Go!! (1965)
- (Favorites) For You, (Our Fans), From Us (1965)
- Down The Line (1966)
- Travelin' Men (1967)

ハードウォーター
- Hardwater (1968)[9]

### シングル（日本）
- "Movin'"/"Unchain My Heart" (Victor spv-12)
- サーフィンNo1 (Baja) / サーフィン・U.S.A. (Surfin' USA) (Victor SS-1365)
- 太陽の彼方に (Movin') / ベビー・レッツ・プレイ・ハウス (Let's Play House) (Victor SS-1428)
- サーフ・パーティー (Surf Party) / サーフ野郎 (Kuk) (Victor SS-1444) - アウトロノウツの自作曲
- ホット・ロッド・パーティー (El Aguila) / ハッピー・ホー・ダディー (Happy Ho-Daddy) (Victor SS-1467)
- ホワット・アイ・セイ (What I Say / マネー (Money) (Victor SS-1483)
- 太陽の渚 (Main Title Theme 'Ride the Wild Surf') / アラウンド・アンド・アラウンド (Around and Around) (Victor SS-1503)
- チェッ・チェッ・チェッ (Che Che Che) / 恋をするなら (Victor SS-1524) - A/B面との橋幸夫のヒット曲のインストゥルメンタル
- アンチェイン・マイ・ハート (Unchain My Heart) / ツイスト・アンド・シャウト (Twist and Shout) (Victor SS-1568)
- 007/ゴールドフィンガー (Goldfinger) / 007のテーマ (James Bond Theme) (Victor SS-1525)
- "My Sin Is My Pride"/"Almost Grown" (Victor SS-1538)
- "Swim Little Mermaid"/"Go Fight Fight for Her" (Victor SS-1547)
- クワイアット・ヴィレッジ (Quiet Village) /ゴーク (Gouck) (Victor SS-1561)
- ホット・ドッキング (Hot-Doggin') / エブリー・ワン・バット・ミー (Every One But Me) (Victor SS-1576)
- ハートブレイク・ホテル (Heartbreak Hotel) / 恋の大穴 (A Big Hunk O' Love) (Victor SS-1640)
- 007/サンダーボール作戦 (Thunderball) / 蜜の味 (A Taste of Honey) (Victor SS-1640)
- ビートにまかせろ (Pyramid Stomp) / リトル・スピーティ・ゴンザレス (Little Speedy Gonzales) (Victor SS-1697)
- メイン・ストリート (Main Street) / 僕の車で (In My Car)  (Victor SS-1703)
- 太陽の彼方に (Movin') / パイプライン (Pipeline) (RCA SS-2021) (RCA SS-3316)
- "Pipeline" / "Movin'" (Gold Standard Series)  (Victor SS-2563) (Victor SS-3310)

### EP盤（日本）
- ホット・ロッド・パーティー (Victor SCP-1107)  33 Stereo EP
  - 「ホット・ロッド・パーティー (El Aguila)」「スティングレー (Stingray)」「ギヤーは叫ぶ (The Hearse)」「ハッピー・ホー・ダディー」の4曲入り
- Hit Parade Victor SCP-1209  33 Stereo EP
- Movin' (Victor SRS-13) 33 Stereo EP with gatefold cover
- The Astronauts (Victor SCP-1111)  33 Stereo EP
- 眞夏のリズム/サーフィン!! (Victor CP-1128) 33 Stereo EP
  - 「太陽の彼方に」「パイプライン」「サーフィン野郎」「レッツ・ゴー・トリッピン」の4曲入り
- ゴー・ファイト!! (Victor SCP 1191) Stereo EP
  - 「アンチェイン・マイ・ハート」、「クワイアット・ヴィレッジ」、「ツイスト・アンド・シャウト」、「ゴー・ゴー・ゴー (Go Go Go)」、

### アルバム（日本）
- 真夏のリズム～サーフィン! (Surfin' with The Astronauts)
- 若さで行こう! (Everything Is A-OK!)
- ホット・ロッド
- アストロノウツだ!! 若さだ!! ビートだ!! (Go...Go...Go!!) （1965年）
- アストロノウツ・イン・ジャパン (The Astronauts in Japan)（1966年）

- 太陽の彼方に (Movin') - 大瀧詠一監修のベスト・アルバム

このほか、様々なベスト盤、他のアーティストとのコンピレーション盤などが出ている

### CDアルバム
アストロノウツ
- Rarities (1991) - ドイツ盤
- The Complete Astronauts Collection (1997) - アメリカ合衆国盤[19]